# Иван Качев
Иван Качев е български спортен функционер.

## Биография
През 20-те години на XX век е деец на Левски (София). Участва активно в организирането на приятелски мачове с турски отбори през 1925 г., а по време на гостуване на Бешикташ в България през 1926 г. двата клуба устройват българо-турска спортна седмица. Така се ражда идеята за провеждането на Балкански спортни игри.
През 1927 г. заменя Борис Василев на длъжността „завеждащ спорта“, отговаряща тогава и за функциите на треньор. Под негово ръководство „сините“ печелят купата „Улпия Сердика“ в три поредни години – 1930, 1931 и 1932 г. През 1929 г. Левски печели Столичното първенство и достига финала на Държавното първенство през 1929 г., загубен с 0:1 от Ботев (Пловдив). След като отстъпва треньорския пост, се занимава с подготовката на вратарите и физическата подготовка. Освен това е един от основоположниците на леката атлетика в България.
Между 1934 и 1939 г. работи в Българския олимпийски комитет. От 1940 г. влиза във Висшия управителен съвет на БНСФ като представител на БФС. В края на сезон 1939/40 отговаря за физическата подготовка на ЖСК (София).
След 9 септември 1944 г. получава забрана от комунистическата власт да посещава футболни мероприятия.